# Hélie-François de Sainte-Hermine
Hélie-François, marquis de Saint-Hermine, né vers, 1666 probablement au château du Fa, situé dans la paroisse de Sireuil, en la châtellenie d'Angoulême et mort à Rochefort le 29 décembre 1742, est un officier de marine et aristocrate français.

## Biographie

### Origines et famille
Hélie-François de Sainte-Hermine, descend de la famille de Sainte-Hermine, famille protestante originaire de Charente. Il est le fils ainé d'Hélie de Sainte-Hermine, seigneur du Fa, est originaire de Sireuil en Angoumois. Il se convertit à la religion catholique, le 30 novembre 1668. Sa mère Suzanne de Guibert ou (Guybert), fille de Henri, seigneur des Landes, et de Diane de Polignac. Ses parents se marient en 1663 à Saint-Jean-d'Angély (mariage protestant).

### Carrière militaire
Garde du corps du roi grâce à Madame de Maintenon - avec qui il est apparenté -, Hélie-François de Sainte-Hermine entre jeune dans la Marine royale et intègre une compagnie de garde-marine à Rochefort, le 24 février 1684, à l'âge de dix huit ans. Il est nommé enseigne de vaisseau le 1er janvier 1689. Il se distingue en plusieurs occasions, pendant la guerre de la Ligue d'Augsbourg, lors de la bataille de la baie de Bantry, le 10 mai 1689, il commande un des navires envoyés en Irlande pour y opérer un débarquement en faveur de Jacques II. Promu lieutenant de vaisseau le 1er janvier 1691, il est à la bataille de la Hougue le 27 mai 1692 au cours de laquelle il commande le vaisseau, L'Intrépide.
Il prend également part à la guerre de Succession d'Espagne et est promu capitaine de vaisseau le 1er janvier 1703. C'est en cette qualité qu'il combat à la bataille navale de Vélez-Málaga, le 24 août 1704 au cours de laquelle il est blessé. Il reçoit la distinction de chevalier de l'ordre royal et militaire de Saint-Louis le 28 juillet 1705.
Il est encore nommé inspecteur le 21 avril 1728, puis promu chef d'escadre des armées navales lors de la promotion du 10 mars 1734, il est nommé commandant de la Marine au département de Rochefort en 1737. Il meurt dans cette même ville le 29 décembre 1742, à l'âge de 76 ans
Il avait épousé à Grassac, le 11 mai 1709 Marie-Julie de Vassoignes, qui décède veuve et sans enfants à Angoulême, en 1765.

### Sources et bibliographie
- Michel Vergé-Franceschi, Les officiers généraux de la marine royale : 1715-1774, Librairie de l'Inde, 1990, 3008 pages, p. 132
- Hyacinthe-D. de Fourmont, L'Ouest aux croisades sur Google Livres, 1867, pages 290-291